# VV Leipzig
| VV Leipzig           | VV Leipzig | VV Leipzig |
| -------------------- | --- | --- |
|                      | | |
| Vereinsdaten         | | |
| Gründung             | 1963 (SC Leipzig), 1998 (VfB Leipzig), 2000 (VV Leipzig)                                                      | 1963 (SC Leipzig), 1998 (VfB Leipzig), 2000 (VV Leipzig)                                                      |
| Adresse/ Kontakt     | Gabriele Pitzschel (Geschäftsstelle) Friedrich-Ebert-Str.97 04105 Leipzig                                     | Gabriele Pitzschel (Geschäftsstelle) Friedrich-Ebert-Str.97 04105 Leipzig                                     |
| Manager              | Frank Thiele                                                                                                  | Frank Thiele                                                                                                  |
| Vereinsfarben        | Blau-Gelb | Blau-Gelb |
| Volleyball-Abteilung | | |
| Spielklasse          | 1. Bundesliga                                                                                                 | 1. Bundesliga                                                                                                 |
| Spielstätte          | Sporthalle Brüderstraße Arena Leipzig                                                                         | Sporthalle Brüderstraße Arena Leipzig                                                                         |
| Chef-Trainer         | Steffen Busse                                                                                                 | Steffen Busse                                                                                                 |
| Vereinserfolge       | Europapokalsieger der Landesmeister 1964 DDR-Meister 1962–1976, 1982, 1983, 1985, 1987, 1989 (als SC Leipzig) | Europapokalsieger der Landesmeister 1964 DDR-Meister 1962–1976, 1982, 1983, 1985, 1987, 1989 (als SC Leipzig) |
| Saison 2004/05       | Viertelfinale (1. Bundesliga)                                                                                 | Viertelfinale (1. Bundesliga)                                                                                 |

VV Leipzig war ein Volleyball-Verein, dessen Männermannschaft in der 1. Bundesliga vertreten war. Der Verein fusionierte 2006 mit dem VC Markranstädt zum VC Leipzig.

## Team
Der Kader für die letzte Saison 2005/06 bestand aus zehn Spielern.
Der Chef-Trainer war Steffen Busse.
| Name        | Vorname   | Nr. | Nation | Größe  | Geburtsdatum     | Position |
| ----------- | --------- | --- | ------ | ------ | ---------------- | -------- |
| Andörfer    | René      | 11  | GER    | 2,01 m | 21. Mai 1981     | AA       |
| Chládek     | Lubimor   | 5   | CZE    | 2,08 m | 15. März 1974    | M        |
| Helbig      | Christoph | 8   | GER    | 1,96 m | 4. März 1984     | D        |
| Höpfner     | Hannes    | 10  | GER    | 1,96 m | 11. Februar 1984 | AA       |
| Kronseder   | Simon     | 15  | GER    | 1,93 m | 11. Januar 1984  | Z        |
| Mehlberg    | Dirk      | 1   | GER    | 1,90 m | 10. Januar 1985  | AA       |
| Mühlisch    | Lutz      | 12  | GER    | 1,91 m | 29. Dez. 1968    | M        |
| Neumeister  | Michael   | 2   | GER    | 1,94 m | 6. Juni 1985     | Z        |
| Stankovic   | Dejan     | 9   | SCG    | 1,95 m | 13. Juni 1971    | AA       |
| Strohschein | Tim       | 3   | GER    | 2,04 m | 17. April 1982   | D        |

Die Positionen:

Außenangriff (AA), Diagonal (D), Libero (L), Mittelblock (M) und Zuspieler (Z).

## Geschichte
Unter dem ehemaligen Namen SC Leipzig konnte der Verein den Europapokal der Landesmeister und 19 Mal den nationalen Meistertitel der DDR erringen und ist damit der erfolgreichste Verein aus Ost-Deutschland. Nach dessen Auflösung wechselten die Volleyballer 1998 zum VfB Leipzig. Im Jahr 2000 gründeten sie den neuen Verein VV Leipzig.

## Spielstätte
Die Heimspiele wurden in der Sporthalle an der Brüderstraße oder in der Arena Leipzig ausgetragen.